# Луговая страна
«Луговая страна» (англ. Meadowland) — американский фильм 2015 года. Фильм стал режиссёрским дебютом Рид Морано. Премьера состоялась на кинофестивале Трайбека 17 апреля 2015 года.

## Сюжет
У семейной пары Сары и Фила средь бела дня бесследно пропадает сын Джесси. Спустя год каждый из них всё ещё пытается адаптироваться к этой потере.

## В ролях
- Оливия Уайлд — Сара
- Люк Уилсон — Фил
- Джуно Темпл — Макензи
- Мерритт Уивер — Келли
- Джованни Рибизи — Тим
- Тай Симпкинс — Адам
- Элизабет Мосс — Шэннон
- Кид Кади — Джейсон
- Марк Фойерстин — Роб
- Кевин Корриган — Джо
- Джон Легуизамо — Пит

## Восприятие
Фильм получил в основном положительные отзывы критиков. На сайте Rotten Tomatoes фильм имеет рейтинг 100 % на основе 19 рецензий со средней оценкой 7,2 из 10.